# Hermann Weingärtner
Hermann Otto Ludwig Weingärtner (Frankfurt an der Oder, 17 augustus 1864 - aldaar, 22 december 1919) was een Duits turner.

## Belangrijkste resultaten
Weingärtner zijn grootste successen behaalde hij tijdens de eerste Olympische Zomerspelen in Athene. Met de Duitse ploeg won hij zowel de winnaar op de rekstok en de brug en individueel won Weingärtner het goud op de rekstok. Weingärtner won ook de zilveren medaille aan de ringen en op het paard voltige en de bronzen medaille op sprong. Weingärtner zijn prestatie van zes medaille op één Olympische Zomerspelen werd pas verbroken één jaar na zijn dood door de Amerikaanse schutters Willis Lee en Lloyd Spooner. Weingärtner werd door de Duitse gymnastiekbond uitgesloten van deelname aan nationale wedstrijden vanwege zijn deelname aan de Olympische Zomerspelen 1896. Weingärtner was beheerder van een zwembad en overleed bij het redden van een persoon in de rivier de Oder.

### Olympische Zomerspelen
| Jaar | Plaats | Resultaten                                                                                |
| ---- | ------ | ----------------------------------------------------------------------------------------- |
| 1896 | Athene | rekstok · rekstok team · brug team · ringen · paard voltige · sprong · deelgenomen brug · |